# Groep van Bilstain
De Groep van Bilstain (afkorting: BIL) is een groep geologische formaties in de ondergrond van het oosten van België (synclinorium van Verviers). Deze formaties hebben gemeen dat ze tot het Onder-Carboon (Dinantiaan) behoren en sterk gedolomitiseerd zijn. Dezelfde gesteentelagen komen ook in Duitsland voor, ten zuiden van Aken.

## Onderverdeling
De formaties van de Groep van Bilstain zijn:
- de Formatie van Hastière, crinoïdenhoudende kalksteen en kalkrijke schalie uit het onderste Hastariaan (de onderste subetage van het Tournaisiaan).
- de Formatie van Pont d'Arcole, voornamelijk grijsbruinige schalie afgewisseld met kalklagen uit het Hastariaan.
- de Formatie van Landelies, grijsblauwe crinoïdenhoudende kalksteen uit het Hastariaan
- de Formatie van de Vesder, dolomiet/dolosteen en gedolomitiseerde kalksteen uit het bovenste Hastariaan tot onderste Moliniaciaan (overgang Tournaisiaan-Viséaan).

Verder naar het westen in de Ardennen gedefinieerde formaties uit het Devoon en Carboon zijn in het synclinorium van Verviers vaak minder makkelijk te herkennen als gevolg van de nauwe plooien en overschuivingen. Daarom worden formaties in het gebied vaak in groepen samengevoegd en gekarteerd.

## Stratigrafische relaties
De Groep van Bilstain ligt boven op de Formatie van Dolhain (Boven-Famenniaan). Op plekken waar deze formatie ontbreekt kan de groep ook op oudere formaties van het Boven-Famenniaan liggen (Formatie van Montfort, Formatie van Evieux). Boven op de Groep van Bilstain ligt de Groep van Bay-Bonnet (Midden-Viséaan). In het noorden worden al deze gesteentelagen uit het Devoon en Carboon discordant bedekt door veel jongere lagen uit het Krijt (Formatie van Aken).